# Acanthodelta immunda
Acanthodelta immunda là một loài bướm đêm trong họ Noctuidae.